# Reading Classic (vrouwen)
De Reading Classic was eendaagse wielerwedstrijd voor vrouwen die in juni in Reading, Pennsylvania werd verreden. De wedstrijd werd in 2006 voor het eerst georganiseerd, tegelijkertijd met de manneneditie. De Duitse Ina-Yoko Teutenberg won de wedstrijd driemaal op rij, alvorens de wedstrijd in 2009 niet meer werd verreden.

## Erelijst
| Jaar | Winnares            | Tweede             | Derde            |
| ---- | ------------------- | ------------------ | ---------------- |
| 2006 | Ina-Yoko Teutenberg | Katherine Carroll  | Rochelle Gilmore |
| 2007 | Ina-Yoko Teutenberg | Theresa Cliff Ryan | Laura Van Gilder |
| 2008 | Ina-Yoko Teutenberg | Joanne Kiesanowski | Laura Van Gilder |